# Käringtjärnen (Säfsnäs socken, Dalarna, 667921-142229)
Käringtjärnen är en sjö i Ludvika kommun i Dalarna och ingår i Göta älvs huvudavrinningsområde. Sjön har en area på 0,0669 kvadratkilometer och ligger 328,3 meter över havet.

## Delavrinningsområde
Käringtjärnen ingår i det delavrinningsområde (667641-142420) som SMHI kallar för Utloppet av Hån. Medelhöjden är 367 meter över havet och ytan är 36,6 kvadratkilometer. Räknas de 2 avrinningsområdena uppströms in blir den ackumulerade arean 73,38 kvadratkilometer. Gullspångsälven (Liälven) som avvattnar avrinningsområdet har biflödesordning 2, vilket innebär att vattnet flödar genom totalt 2 vattendrag innan det når havet efter 429 kilometer. Avrinningsområdet består mestadels av skog (69 procent) och sankmarker (12 procent). Avrinningsområdet har 3,96 kvadratkilometer vattenytor vilket ger det en sjöprocent på 10,8 procent.